# Norvegia ai Giochi della XVIII Olimpiade
La Norvegia partecipò ai Giochi della XVIII Olimpiade, svoltisi a Tokyo dal 10 al 24 ottobre 1964, con una delegazione di 26 atleti impegnati in 6 discipline per un totale di 23 competizioni.  Portabandiera alla cerimonia di apertura fu il principe Harald, futuro re di Norvegia, che gareggiò nella vela.
Fu la quindicesima partecipazione della Norvegia ai Giochi estivi, sempre presente da Parigi 1900. Per la seconda volta, dopo Los Angeles 1932, non furono conquistate medaglie.